# Theresa Andersson
Theresa Andersson (Gotland, 11 settembre 1971) è una cantante e cantautrice svedese naturalizzata statunitense di New Orleans, Louisiana, anche se è stata un periodo trasferita ad Austin, Texas, in seguito all'uragano Katrina che coinvolse la città adottiva.
Spesso guest-singer con il gruppo The Radiators, è forse meglio conosciuta per il rapporto con il suo precedente partner, il cantautore e chitarrista Anders Osborne, e per la sua cover della canzone Like a Hurricane di Neil Young nel film del 2006 New Orleans Music in Exile.

## Discografia

### Come solista
- Vibes (1996)
- No regrets (2002)
- Shine (2004)
- Theresa Andersson (2006)
- Street Parade (2012)

### The Radiators
- The Radiators (2001)

### Compilation
- A love song for Bobby Long - AAVV - Soundtrack (2005)
- When the saints go marching in - Preservation hall jazz band (2006)

### Filmografia
- New Orleans music in exile (2006)
- The strat pack live in concert (2004)